# Uropeltis rubromaculatus
Uropeltis rubromaculata là một loài rắn trong họ Uropeltidae. Loài này được Beddome mô tả khoa học đầu tiên năm 1867.